# Dorothy in der Smaragdenstadt
Dorothy in der Smaragdenstadt (korrekter wäre eigentlich: Die Smaragdenstadt in Oz) ist ein Kinderbuch des US-amerikanischen Schriftstellers Lyman Frank Baum. Die Erzählung erschien 1910 unter dem Originaltitel  The Emerald City to Oz mit Illustrationen von John R. Neill. Dabei handelt es sich um den sechsten Band des Oz-Zyklus, der in den USA zu den beliebtesten Kinderbüchern gehört und zum Teil auch in deutscher Sprache verlegt wurde.

## Handlung
Der Nom-König sinnt auf Rache. Seitdem ihm Dorothy in Ozma von Oz den Zaubergürtel weggenommen hat, verfügt er nur noch über wenig Macht und ist ständig schlecht gelaunt. Gemeinsam mit seinem General entwickelt er einen Plan, wie sein Heer die Wüste durchqueren, Oz erobern und die Einwohner versklaven kann. Dazu sollen die Nomen einen Tunnel unter der Wüste hindurchgraben, der genau unter der Smaragdenstadt enden soll. Da man aber Ozmas Zaubermacht fürchtet, sucht man sich noch einige Verbündete, die man in den Schrullnasen, den Sauertöpfen und den mächtigen Fanfasmas findet.
Unterdessen werden Onkel Henry und Tante Em im fernen Kansas von schweren Sorgen geplagt. Weil sie einen Kredit nicht zurückzahlen können, sollen sie vom Hof geworfen werden. Als Dorothy von diesen Sorgen erfährt, will sie ihre Freundin Ozma um einen Gefallen bitten. Sie gibt ihr über den Zauberspiegel das verabredete Zeichen, dass sie sie gerne sehen möchte und befindet sich kurz darauf bereits in der Smaragdenstadt. Sie schildert Ozma ihr Leid und wird daraufhin eingeladen, fortan mit Onkel Henry und Tante Em in der Smaragdenstadt zu leben.
Schnell finden sich die beiden alten Leute mit dem neuen Leben zurecht, auch wenn es ihnen an irgendeiner Beschäftigung fehlt. Ozma will sich dazu eine Lösung einfallen lassen und schickt Dorothy mit Onkel Henry und Tante Em, begleitet von dem Zauberer von Oz, dem Zottelmann, dem General Omby Amby, der Henne Billina und dem Holzpferdchen auf eine Rundreise durch das Zauberland, wo sie eine Reihe neuer Länder kennenlernen, wie z. B. das Puzzle-Land, das Küchenreich, Kaninchenburg und das Land der Hasenfüße. Danach führt sie ihr Weg ins Land der Winkis. Dort erfahren sie vom Blech-Holzfäller, dass der Nom-König geplant hat, Oz zu überfallen. Gemeinsam reist man in die Smaragdenstadt zurück, wo ihnen Ozma erzählt, dass sie nicht gewillt ist, gegen die Angreifer zu kämpfen. Doch die Vogelscheuche hat einen Plan. Als sich die Angreifer durch den Tunnel nähern, wünscht Ozma sich mit dem Zaubergürtel soviel trockenen Staub in den Tunnel, dass die Eindringlinge schrecklichen Durst bekommen. Als sie durch die Tunneldecke kommen, sehen sie vor sich einen Brunnen, auf den sie sich stürzen, um ihren Durst zu löschen. Sie wissen nicht, dass aus ihm das Wasser des Vergessens sprudelt, durch das sie all ihre Eroberungspläne vergessen. Das Zauberland Oz ist gerettet. Um es aber vor weiteren Feinden zu beschützen, bittet Ozma die Fee Glinda, das Land für alle Fremden mit einer Unsichtbarkeitsbarriere zu umgeben.